# Brighton (Boston)
Brighton ist eine frühere eigenständige Stadt und heute ein Stadtteil (Neighborhood) im Nordwesten von Boston im Bundesstaat Massachusetts der Vereinigten Staaten. Der Name geht zurück auf die englische Stadt Brighton im Kreis Brighton and Hove. Während der ersten 160 Jahre ihrer Existenz war die Stadt Brighton unter dem Namen Little Cambridge Teil von Cambridge. Eine lange Zeit war Brighton eine ländliche Kleinstadt mit einem größeren Gewerbezentrum an ihrem östlichen Rand. Die Stadt spaltete sich 1807 von Cambridge ab und wurde 1874 von Boston annektiert. Heute ist Brighton eine große Gemeinschaft und wird zum größten Teil gemeinsam mit dem benachbarten Stadtteil Allston verwaltet, weshalb beide Stadtteile regelmäßig zusammen als Allston-Brighton bezeichnet werden. Die Bevölkerung in diesem Stadtteil besteht vorwiegend aus Weißen und Asiaten und hat geringere Anteile an Latinos und Afroamerikanern.

## Geografie

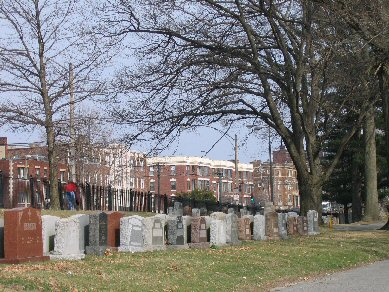
Friedhof und Apartmenthäuser an der Commonwealth Avenue in Brighton nahe Chandler's Pond

Brighton liegt gemeinsam mit dem benachbarten Allston im Nordwesten von Boston und grenzt an Cambridge, Watertown, Newton und Brookline. Die Grenze zwischen Brighton und Cambridge bzw. Watertown ist der Charles River. Die Fläche des Stadtteils (ZIP-Code 02135) umfasst 2,78 mi² (7,2 km²).
Brighton wird zum größten Teil gemeinsam mit dem benachbarten Stadtteil Allston (ZIP-Code 02134) verwaltet. Gemeinsam verfügen die beiden Stadtteile über eine Fläche von 4,12 mi² (10,67 km²) und 65.276 Einwohner.

### Klima
In Brighton, das auf 121 ft (36,88 m) Höhe liegt, fallen durchschnittlich 45 in (1.143 mm) Regen pro Jahr, dazu kommen jährlich 48,1 in (1.221,74 mm) Schnee bei insgesamt etwa 120 Tagen pro Jahr mit Niederschlag und 200 Sonnentagen. Die durchschnittliche Höchsttemperatur im Juli beträgt 84 °F (28,89 °C), die niedrigste Temperatur im Januar liegt bei 18,9 °F (−7,28 °C).

## Geschichte

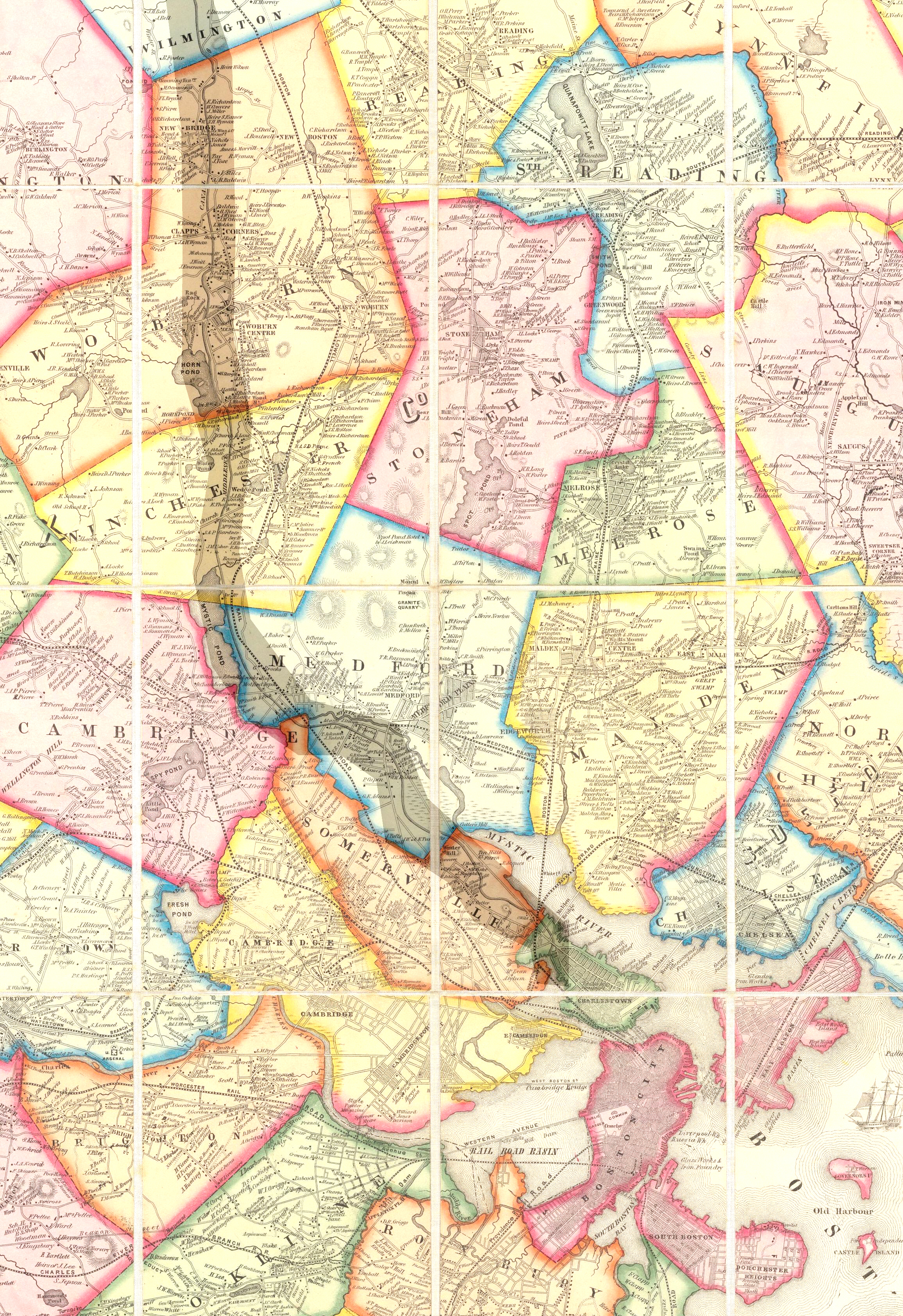
Diese Karte aus dem Jahr 1852 zeigt die Umgebung von Boston mit Brighton und Bahnstrecken

Im Jahr 1630 wurde das Land, auf welchem heute Allston-Brighton und Newton liegen, der Stadt Watertown zugesprochen. 1634 übertrug die Massachusetts Bay Colony die Eigentumsrechte der südlichen Seite des Charles River von Watertown auf Newetowne, dem späteren Cambridge.
1646 errichtete der Missionar John Eliot eine Gebetsstadt an der Grenze der heutigen Orte Newton und Brighton, wo umgesiedelte Indianer zum Christentum konvertierten. Die erste dauerhafte englische Siedlung entstand, als Siedler den Charles River aus Richtung Cambridge überquerten und Little Cambridge gründeten. Diesen Namen behielt die Gegend bis 1807. Vor der Amerikanischen Unabhängigkeitskrieg war Little Cambridge eine kleine, florierende Ackerbau-Gemeinschaft mit weniger als 300 Einwohnern. Unter diesen waren reiche Bostoner Kaufleute wie Benjamin Faneuil, nach dem eine Straße in Brighton benannt ist.
Ein Schlüsselereignis in der Geschichte von Allston-Brighton war die Gründung eines Viehmarktes im Jahr 1775 zur Versorgung der Kontinentalarmee. Die Gründer des Marktes, Jonathan Winship I und Jonathan Winship II, wurden nach dem Krieg zu den größten Fleischproduzenten im gesamten Staat Massachusetts. Als die Regierung von Cambridge begann, Entscheidungen gegen die Viehindustrie zu treffen und es versäumte, die Great Bridge zu reparieren, die Cambridge mit Little Cambridge verband, sagten sich deren Einwohner von Cambridge los. 1807 wurde die dazu notwendige gerichtliche Genehmigung ausgesprochen, und die Stadt benannte sich in Brighton um.
Im Jahr 1820 wurde der Gartenbau als Wirtschaftszweig in die Stadt eingeführt, und in den folgenden 20 Jahren erblühte Brighton als eine der wichtigsten Gartenstädte im Bostoner Umfeld. Die Geschäftsleute jedoch vernachlässigten nicht die Viehindustrie und bauten 1834 die Boston and Worcester Railroad, was den Viehhandel der Stadt weiter unterstützte und festigte. Im Jahr 1866 gab es in der Stadt 41 Schlachthöfe.
Im Oktober 1873 entschieden die Bürger der Stadt Brighton mehrheitlich, sich mittels Annexion an die Stadt Boston anzuschließen. Im Januar 1874 wurde Brighton offizieller Stadtteil von Boston, was zu einem rasanten Bevölkerungswachstum in den darauf folgenden 50 Jahren von 6.000 auf 47.000 Einwohner führte.

### Religionen
61,31 % der Einwohner des Stadtteils geben an, religiös zu sein. 47,05 % sind katholisch, 2,02 % Baptisten und 1,01 % sind Anhänger der Episkopalkirche, 8,01 % gehören einer anderen christlichen Kirche an, 0,7 % sind Juden und 1,06 % Muslime. Der Rest verteilt sich auf andere Glaubensrichtungen.

### Einwohnerentwicklung
Im Jahr 2011 wohnten in 20.845 Privathaushalten 45.463 Einwohner in Brighton, was einen Zuwachs von 3,10 % im Vergleich zum Vorjahr bedeutet. Die Bevölkerungsdichte betrug 15.113 Einwohner pro Quadratmeile und das Durchschnittsalter lag bei 33,1 Jahren. 77,85 % der Einwohner gaben an, Single zu sein.
Die Bevölkerung des Stadtteils setzte sich wie folgt zusammen: 79,0 % Weiße, 2,84 % Afroamerikaner, 0,17 % Indigene Amerikaner, 11,7 % Asiaten, 6,8 % andere Rassen. Hispanics machten 6,92 % der Bevölkerung aus.
6,8 % der Einwohner waren 2011 als arbeitslos gemeldet (USA: 9,1 %). Das durchschnittliche Pro-Kopf-Einkommen betrug 32.491 US-Dollar, das durchschnittliche Haushaltseinkommen lag bei 57.082 US-Dollar. Bei 14,4 % der Haushalte lag das jährliche Einkommen zwischen 100.000 und 150.000 US-Dollar.

## Politik
In Brighton teilt sich die Bevölkerung politisch auf in 77,49 % Demokraten und 21,14 % Republikaner. 1,37 % gehören unabhängigen Parteien an.

## Wirtschaft und Infrastruktur

### Verkehr
Brighton kann sowohl mit der Green Line B der MBTA als auch über die Buslinien 57, 64, 65, 70, 86, 501 und 503 erreicht werden. Die Green Line C endet ebenfalls in Brighton und die Green Line D fährt in der Nähe vorbei.
Während 47,55 % der Einwohner mit dem eigenen Auto zur Arbeit fahren (USA: 75,83 %), nutzen 36,21 % den ÖPNV (USA: 4,84 %). Die durchschnittliche Zeit zum Erreichen der Arbeitsstätte beträgt 34 Minuten.

### Bildung
In Brighton befinden sich die Elementary Schools
- Edison School
- Winship School
- Baldwin Pilot School
- Mary Lyon (Kindergarten bis 8. Grad)

sowie die Secondary Schools
- Brighton High School
- Another Course to College (Pilot)
- Boston Leadership Academy (Pilot)
- Mary Lyon Pilot High School (Grade 9 bis 12)

Im Stadtteil gab es viele katholische Schulen, von den die meisten heute geschlossen sind. Verblieben sind die Saint Columbkille's School (Kindergarten bis 8. Klasse) an der Market Street und die Mount St. Joseph Academy an der Cambridge Street. Die EF International Language School ist eine Privatschule für internationale Schüler an der Lake Street.
In Brighton befinden sich darüber hinaus das Bryman Institute, das Saint John's Seminary und Teile des Boston College sowie der Harvard University. Der Stadtteil befindet sich in räumlicher Nähe zu weiteren Colleges, darunter die Boston University, und ist daher Wohnsitz vieler Studenten und Dozenten.

## Persönlichkeiten
- Michael Bloomberg (* 1942), Bürgermeister von New York City
- William F. Galvin, Massachusetts Secretary of State
- Joseph Patrick Kennedy II (* 1952), Politiker und Geschäftsmann
- Patrick J. Kennedy, ehemaliges Mitglied des Kongresses für den ersten Distrikt von Rhode Island
- John Krasinski (* 1979), Schauspieler, Regisseur und Autor
- Dennis Lehane (* 1965), Autor von Spur der Wölfe und vieler anderer in Boston angesiedelter Romane
- Mr. Lif (* 1977), politischer Rapper
- Mike Milbury (* 1952), ehemaliger Eishockeyspieler, -trainer und -funktionär in der NHL
- Steve DeOssie, ehemaliger Footballspieler der New York Giants und New England Patriots in der NFL
- Fred Salvucci, ehemaliger Massachusetts Secretary of Transportation
- A. J. Soares, Fußballspieler bei New England Revolution in der Major League Soccer
- Charles Richard Stith, ehemaliger US-Botschafter in Tansania
- Noah Welch (* 1982), Eishockeyspieler